# Campionatul Regional de Fotbal 1964-1965
Campionatul Regional 1964–1965 a fost cel de-al 35-lea sezon al Campionatului Regional de Fotbal al României, al 23-lea organizat pe regiuni administrative, al 8-lea ca nivel al 4-lea al sistemului de ligi ale fotbalului românesc. Divizia C fiind reînființată din sezonul 1963-64. Din acel sezon până în sezonul 1967-1968 va rămâne al 4-lea nivel al fotbalului și devine precursorul Ligii a IV-a.

## Format
Campionatul Regional a fost împărțit în 17 serii. Campionii Campionatelor Regionale joacă unul împotriva celuilalt în playoff pentru a câștiga promovarea în Divizia C.

## Campionate regionale
| - Argeș (AG) - Bacău (BC) - Banat (BA) - Brașov (BV) - Municipiul București (B) | - Regiunea București (B) - Cluj (CJ) - Crișana (CR) - Dobrogea (DO) | - Galați (GL) - Hunedoara (HD) - Iași (IS) - Maramureș (MM) | - Mureș (MS) - Oltenia (OL) - Ploiești (PL) - Suceava (SV) |

## Baraj promovare Divizia C
Tur preliminar
Meciurile s-au jucat pe 27 Iunie, 4 și 7 Iulie 1965.
| Echipa 1        | Total | Echipa 2              | Tur | Retur | Baraj |
| --------------- | ----- | --------------------- | --- | ----- | ----- |
| CIL Gherla (CJ) | 6–4   | (B) Laromet București | 3–1 | 1–3   | 2–0   |

1. ↑  Meciul s-a disputat pe teren neutru la Câmpina.

Barajul propriu-zis
Meciurile s-au jucat pe 4, 11 și 18 Iulie 1965.
| Echipa 1                     | Total | Echipa 2                      | Tur | Retur | Baraj |
| ---------------------------- | ----- | ----------------------------- | --- | ----- | ----- |
| Minerul Comănești (BC)       | 2–4   | (SV) Minobrad Vatra Dornei    | 2–0 | 0–4   |       |
| Rafinăria Câmpina (PL)       | 1–6   | (DO) IMU Medgidia             | 1–3 | 0–3   |       |
| Ancora Galați (GL)           | 2–3   | (IS) Unirea Negrești          | 2–0 | 0–2   | 0–1   |
| CFR Caransebeș (BA)          | 2–0   | (CR) Victoria Chișineu-Criș   | 2–0 | 0–0   |       |
| Șantierul Naval Oltenița (B) | 2–1   | (AG) Oltul CIL Râmnicu Vâlcea | 1–0 | 1–1   |       |
| Unio Satu Mare (MM)          | 2–4   | (MS) Progresul Reghin         | 2–2 | 0–2   |       |
| Știința Petroșani (HD)       | 2–3   | (OT) Progresul Strehaia       | 2–0 | 0–3   |       |
| CIL Gherla (CJ)              | 2–3   | (BV) Metalul Copșa Micǎ       | 0–2 | 2–1   |       |

1. ↑  Meciul s-a disputat pe 8 august 1965. Rezultatul inițial al partidei Unirea Negrești – Ancora Galați, 0–1, precum și rezultatul meciului reluat, 1–2, au fost anulate în urma unor contestații.[6]
2. ↑  Meciul s-a disputat pe teren neutru pe Dinamo Stadium in București pe 15 August 1965.[7]

## Clasamente

### Regiunea Bacău
| Loc | Echipa                   | MJ | V  | E | Î  | GM | GP | DG  | Pct | Calificare sau retrogradare          |
| --- | ------------------------ | -- | -- | - | -- | -- | -- | --- | --- | ------------------------------------ |
| 1   | Minerul Comănești (C, Q) | 26 | 18 | 4 | 4  | 67 | 18 | +49 | 40  | Calificare baraj promovare Divizia C |
| 2   | Victoria Bacău           | 26 | 14 | 7 | 5  | 52 | 26 | +26 | 35  |                                      |
| 3   | Gloria Zemeș             | 26 | 16 | 2 | 8  | 44 | 29 | +15 | 34  |                                      |
| 4   | Steaua Roșie Bacău       | 26 | 14 | 3 | 9  | 37 | 34 | +3  | 31  |                                      |
| 5   | Bradul Roznov            | 26 | 14 | 2 | 10 | 37 | 26 | +11 | 30  |                                      |
| 6   | Laminorul Roman          | 26 | 11 | 5 | 10 | 43 | 40 | +3  | 27  |                                      |
| 7   | Viitorul Săvinești       | 26 | 9  | 8 | 9  | 33 | 38 | −5  | 26  |                                      |
| 8   | Cimentul Bicaz           | 26 | 11 | 3 | 12 | 47 | 38 | +9  | 25  |                                      |
| 9   | Locomotiva Adjud         | 26 | 8  | 7 | 11 | 34 | 44 | −10 | 23  |                                      |
| 10  | Oituz Târgu Ocna         | 26 | 11 | 1 | 14 | 34 | 46 | −12 | 23  |                                      |
| 11  | Petrolistul Dărmănești   | 26 | 9  | 3 | 14 | 38 | 46 | −8  | 21  |                                      |
| 12  | Cetatea Târgu Neamț      | 26 | 7  | 3 | 16 | 31 | 52 | −21 | 17  |                                      |
| 13  | Celuloza Piatra Neamț    | 26 | 5  | 7 | 14 | 20 | 46 | −26 | 17  |                                      |
| 14  | Partizanul Bacău         | 26 | 4  | 7 | 15 | 21 | 55 | −34 | 15  |                                      |

### Regiunea Brașov
| Loc | Echipa                     | MJ | V  | E | Î  | GM | GP | DG  | Pct | Calificare sau retrogradare          |
| --- | -------------------------- | -- | -- | - | -- | -- | -- | --- | --- | ------------------------------------ |
| 1   | Metalul Copșa Mică (C, Q)  | 26 | 13 | 7 | 6  | 43 | 15 | +28 | 33  | Calificare baraj promovare Divizia C |
| 2   | Torpedo Zărnești           | 26 | 14 | 5 | 7  | 38 | 22 | +16 | 33  |                                      |
| 3   | Celuloza Zărnești          | 26 | 13 | 3 | 10 | 42 | 40 | +2  | 29  |                                      |
| 4   | Colorom Codlea             | 26 | 11 | 6 | 9  | 41 | 36 | +5  | 28  |                                      |
| 5   | Textila Cisnădie           | 26 | 12 | 3 | 11 | 36 | 39 | −3  | 27  |                                      |
| 6   | Progresul Sibiu            | 26 | 9  | 8 | 9  | 41 | 31 | +10 | 26  |                                      |
| 7   | Textila Mediaș             | 26 | 10 | 6 | 10 | 44 | 40 | +4  | 26  |                                      |
| 8   | Record Mediaș              | 26 | 9  | 8 | 9  | 25 | 29 | −4  | 26  |                                      |
| 9   | Vitrometan Mediaș          | 26 | 9  | 7 | 10 | 36 | 30 | +6  | 25  |                                      |
| 10  | ASA Sibiu                  | 26 | 8  | 9 | 9  | 35 | 34 | +1  | 25  |                                      |
| 11  | Forestierul Târgu Secuiesc | 26 | 11 | 2 | 13 | 35 | 56 | −21 | 24  |                                      |
| 12  | Chimia Victoria            | 26 | 10 | 3 | 13 | 32 | 42 | −10 | 23  |                                      |
| 13  | Măgura Codlea              | 26 | 10 | 2 | 14 | 29 | 43 | −14 | 22  |                                      |
| 14  | Precizia Săcele            | 26 | 5  | 7 | 14 | 23 | 43 | −20 | 17  |                                      |

### Municipiul București
Seria I
Clasamentul a combinat rezultatele echipelor de seniori și juniori.
| Loc | Echipa                             | MJ | V  | E  | Î  | + | V  | E | Î  | GM  | GP | DG  | Pct | Calificare sau retrogradare        |
| --- | ---------------------------------- | -- | -- | -- | -- | - | -- | - | -- | --- | -- | --- | --- | ---------------------------------- |
| 1   | Viitorul Electronica București (Q) | 52 | 14 | 7  | 5  | + | 13 | 9 | 4  | 97  | 52 | +45 | 70  | Calificare în finala campionatului |
| 1   | Granitul București                 | 52 | 11 | 8  | 7  | + | 17 | 4 | 5  | 112 | 57 | +55 | 68  |                                    |
| 3   | Autobuzul București                | 52 | 14 | 5  | 7  | + | 13 | 5 | 8  | 82  | 46 | +36 | 64  |                                    |
| 4   | IOR București                      | 52 | 13 | 3  | 10 | + | 10 | 6 | 10 | 89  | 77 | +12 | 55  |                                    |
| 5   | Vulcan București                   | 52 | 7  | 7  | 12 | + | 14 | 5 | 7  | 78  | 74 | +4  | 59  |                                    |
| 6   | Gloria București                   | 52 | 8  | 9  | 9  | + | 11 | 5 | 10 | 94  | 72 | +22 | 52  |                                    |
| 7   | Săgeata București                  | 52 | 9  | 10 | 7  | + | 9  | 5 | 12 | 60  | 82 | −22 | 51  |                                    |
| 8   | TUG București                      | 52 | 10 | 7  | 9  | + | 7  | 8 | 11 | 71  | 64 | +7  | 50  |                                    |
| 9   | ICSIM București                    | 52 | 12 | 7  | 7  | + | 7  | 5 | 14 | 57  | 68 | −11 | 50  |                                    |
| 10  | Electromagnetica București         | 52 | 7  | 10 | 9  | + | 10 | 5 | 11 | 77  | 86 | −9  | 49  |                                    |
| 11  | Avântul 9 Mai București            | 52 | 11 | 6  | 9  | + | 7  | 2 | 14 | 65  | 95 | −30 | 47  |                                    |
| 12  | Chimia București                   | 52 | 8  | 7  | 11 | + | 8  | 7 | 11 | 56  | 83 | −27 | 46  |                                    |
| 13  | Petrolul București                 | 52 | 4  | 6  | 16 | + | 12 | 5 | 8  | 69  | 91 | −22 | 43  |                                    |
| 14  | Timpuri Noi București              | 52 | 3  | 10 | 13 | + | 4  | 5 | 17 | 41  | 99 | −58 | 29  |                                    |

Source:

Reguli de clasare: 1. Puncte (2 puncte pentru victorie, 1 pentru egal); 2. Diferență de goluri; 3. Goluri marcate.

(Q)  Calificată în faza indicată.
Seria II
Clasamentul a combinat rezultatele echipelor de seniori și juniori.
| Loc | Echipa                        | MJ | V  | E | Î  | + | V  | E  | Î  | GM  | GP  | DG  | Pct | Calificare sau retrogradare        |
| --- | ----------------------------- | -- | -- | - | -- | - | -- | -- | -- | --- | --- | --- | --- | ---------------------------------- |
| 1   | Laromet București (Q)         | 52 | 14 | 9 | 3  | + | 19 | 3  | 4  | 124 | 38  | +86 | 78  | Calificare în finala campionatului |
| 1   | Constructorul București       | 50 | 17 | 1 | 7  | + | 14 | 3  | 8  | 82  | 71  | +11 | 66  |                                    |
| 3   | Abatorul București            | 51 | 13 | 8 | 5  | + | 11 | 4  | 10 | 76  | 56  | +20 | 60  |                                    |
| 4   | Voința București              | 52 | 13 | 8 | 5  | + | 7  | 7  | 12 | 94  | 67  | +27 | 55  |                                    |
| 5   | Automatica București          | 50 | 12 | 8 | 5  | + | 7  | 7  | 11 | 78  | 67  | +11 | 53  |                                    |
| 6   | Bumbacul București            | 52 | 7  | 2 | 17 | + | 16 | 3  | 7  | 92  | 93  | −1  | 51  |                                    |
| 7   | Spic de Grâu București        | 52 | 9  | 8 | 9  | + | 8  | 9  | 9  | 69  | 75  | −6  | 51  |                                    |
| 8   | Quadrat București             | 52 | 8  | 5 | 13 | + | 10 | 8  | 8  | 84  | 87  | −3  | 49  |                                    |
| 9   | Dinamo B București            | 51 | 11 | 4 | 11 | + | 9  | 5  | 11 | 96  | 102 | −6  | 49  |                                    |
| 10  | Confecția București           | 52 | 6  | 7 | 13 | + | 8  | 12 | 6  | 60  | 74  | −14 | 47  |                                    |
| 11  | Sirena București              | 52 | 6  | 5 | 15 | + | 11 | 6  | 9  | 76  | 78  | −2  | 45  |                                    |
| 12  | Banca de Investiții București | 52 | 8  | 7 | 11 | + | 8  | 5  | 13 | 72  | 97  | −25 | 44  |                                    |
| 13  | FCME București                | 52 | 8  | 6 | 12 | + | 5  | 4  | 17 | 57  | 105 | −48 | 36  |                                    |
| 14  | Icar București                | 52 | 7  | 5 | 14 | + | 6  | 4  | 16 | 33  | 63  | −30 | 35  |                                    |

Source:

Reguli de clasare: 1. Puncte (2 puncte pentru victorie, 1 pentru egal); 2. Diferență de goluri; 3. Goluri marcate.

(Q)  Calificată în faza indicată.
Finala campionatului 
Meciurile s-au jucat pe 19 și 22 Iunie 1965.
| Echipa 1                       | Scor gen. | Echipa 2          | Tur | Retur |
| ------------------------------ | --------- | ----------------- | --- | ----- |
| Viitorul Electronica București | 2–4       | Laromet București | 0–0 | 2–4   |

Laromet București a câștigat Campionatul Municipal București și s-a calificat pentru barajul de promovare în Divizia C.

### Regiunea Galați
| Loc | Echipa                     | MJ | V  | E | Î  | GM | GP | DG  | Pct | Calificare sau retrogradare             |
| --- | -------------------------- | -- | -- | - | -- | -- | -- | --- | --- | --------------------------------------- |
| 1   | Ancora Galați (C, Q)       | 26 | 21 | 4 | 1  | 63 | 11 | +52 | 46  | Calificare baraj promovare Divizia C    |
| 2   | Progresul Brăila           | 26 | 19 | 1 | 6  | 63 | 29 | +34 | 39  |                                         |
| 3   | Foresta Gugești            | 26 | 15 | 6 | 5  | 64 | 30 | +34 | 36  |                                         |
| 4   | Dunărea Brăila             | 26 | 14 | 5 | 7  | 48 | 28 | +20 | 33  |                                         |
| 5   | Constructorul ICMSG Galați | 26 | 10 | 8 | 8  | 52 | 32 | +20 | 28  |                                         |
| 6   | Chimica Mărășești          | 26 | 10 | 7 | 9  | 61 | 41 | +20 | 27  |                                         |
| 7   | Celuloza Brăila            | 26 | 11 | 5 | 10 | 30 | 32 | −2  | 27  |                                         |
| 8   | Gloria CFR Galați          | 26 | 10 | 6 | 10 | 35 | 30 | +5  | 26  |                                         |
| 9   | Tractorul Viziru           | 26 | 7  | 7 | 12 | 31 | 38 | −7  | 21  |                                         |
| 10  | Dinamo Tecuci              | 25 | 9  | 3 | 13 | 32 | 57 | −25 | 21  |                                         |
| 11  | Avântul Târgu Bujor        | 26 | 8  | 4 | 14 | 29 | 56 | −27 | 20  |                                         |
| 12  | Viitorul Rușețu            | 25 | 7  | 5 | 13 | 29 | 43 | −14 | 19  |                                         |
| 13  | Luceafărul Focșani (R)     | 26 | 4  | 5 | 17 | 22 | 74 | −52 | 13  | Retrogradare Campionatul Raional Galați |
| 14  | Mecanizatorul Făurei (R)   | 26 | 2  | 2 | 22 | 8  | 66 | −58 | 6   | Retrogradare Campionatul Raional Galați |

### Regiunea Hunedoara
| Loc | Echipa                   | MJ | V  | E | Î  | GM | GP | DG  | Pct | Calificare sau retrogradare          |
| --- | ------------------------ | -- | -- | - | -- | -- | -- | --- | --- | ------------------------------------ |
| 1   | Știința Petroșani (C, Q) | 26 | 16 | 4 | 6  | 62 | 19 | +43 | 36  | Calificare baraj promovare Divizia C |
| 2   | Aurul Brad               | 26 | 15 | 6 | 5  | 81 | 24 | +57 | 36  |                                      |
| 3   | Textila Sebeș            | 26 | 13 | 4 | 9  | 67 | 45 | +22 | 30  |                                      |
| 4   | Aurul Zlatna             | 26 | 14 | 1 | 11 | 44 | 44 | 0   | 29  |                                      |
| 5   | Minerul Aninoasa         | 26 | 13 | 2 | 11 | 42 | 32 | +10 | 28  |                                      |
| 6   | Minerul Ghelar           | 26 | 13 | 2 | 11 | 45 | 46 | −1  | 28  |                                      |
| 7   | Dacia Orăștie            | 26 | 10 | 8 | 8  | 33 | 35 | −2  | 28  |                                      |
| 8   | Minerul Vulcan           | 26 | 12 | 3 | 11 | 55 | 44 | +11 | 27  |                                      |
| 9   | Parângul Lonea           | 26 | 10 | 5 | 11 | 37 | 39 | −2  | 25  |                                      |
| 10  | Refractara Alba Iulia    | 26 | 7  | 8 | 11 | 29 | 44 | −15 | 22  |                                      |
| 11  | CFR Simeria              | 26 | 8  | 5 | 13 | 30 | 49 | −19 | 21  |                                      |
| 12  | Constructorul Hunedoara  | 26 | 9  | 3 | 14 | 28 | 61 | −33 | 21  |                                      |
| 13  | Unirea Hațeg             | 26 | 6  | 7 | 13 | 30 | 54 | −24 | 19  |                                      |
| 14  | Preparatorul Petrila     | 26 | 5  | 4 | 17 | 26 | 72 | −46 | 14  |                                      |

### Regiunea Iași
| Loc | Echipa                   | MJ | V  | E | Î  | GM | GP | DG  | Pct | Calificare sau retrogradare          |
| --- | ------------------------ | -- | -- | - | -- | -- | -- | --- | --- | ------------------------------------ |
| 1   | Unirea Negrești (C, Q)   | 20 | 17 | 2 | 1  | 66 | 17 | +49 | 36  | Calificare baraj promovare Divizia C |
| 2   | Siderurgistul Iași       | 20 | 14 | 3 | 3  | 55 | 18 | +37 | 31  |                                      |
| 3   | Gloria Bârlad            | 20 | 13 | 4 | 3  | 40 | 12 | +28 | 30  |                                      |
| 4   | Foresta Ciurea           | 20 | 13 | 0 | 7  | 41 | 25 | +16 | 26  |                                      |
| 5   | Știința IMF Iași         | 20 | 9  | 4 | 7  | 36 | 23 | +13 | 22  |                                      |
| 6   | Progresul Vaslui         | 20 | 6  | 5 | 9  | 29 | 38 | −9  | 17  |                                      |
| 7   | Țesătura Iași            | 20 | 7  | 1 | 12 | 29 | 50 | −21 | 15  |                                      |
| 8   | Victoria Huși            | 20 | 5  | 5 | 10 | 18 | 40 | −22 | 15  |                                      |
| 9   | Flacăra Murgeni          | 20 | 5  | 2 | 13 | 33 | 52 | −19 | 12  |                                      |
| 10  | Victoria Vaslui          | 20 | 4  | 4 | 12 | 21 | 43 | −22 | 12  |                                      |
| 11  | Gloria Pașcani           | 20 | 1  | 2 | 17 | 12 | 64 | −52 | 4   |                                      |
| 12  | Recolta Podu Iloaiei (D) | 0  | 0  | 0 | 0  | 0  | 0  | 0   | 0   | Exclusă                              |
| 13  | Progresul Găgești (D)    | 0  | 0  | 0 | 0  | 0  | 0  | 0   | 0   | Exclusă                              |
| 14  | Instalatorul Iași (D)    | 0  | 0  | 0 | 0  | 0  | 0  | 0   | 0   | Exclusă                              |

1. ↑  Victoria Huși a început campionatul cu numele de Progresul Huși.
2. 1 2 3  Recolta Podu Iloaiei, Progresul Găgești și Instalatorul Iași au fost excluse în timpul sezonului și toate rezultatele acestora au fost anulate.

### Regiunea Mureș
| Loc | Echipa                       | MJ | V  | E | Î  | GM | GP | DG  | Pct | Calificare sau retrogradare          |
| --- | ---------------------------- | -- | -- | - | -- | -- | -- | --- | --- | ------------------------------------ |
| 1   | Progresul Reghin (C, Q)      | 26 | 20 | 2 | 4  | 62 | 14 | +48 | 42  | Calificare baraj promovare Divizia C |
| 2   | Confecția Odorheiu Secuiesc  | 26 | 18 | 4 | 4  | 74 | 17 | +57 | 40  |                                      |
| 3   | Străduința Cristuru Secuiesc | 26 | 16 | 5 | 5  | 72 | 27 | +45 | 37  |                                      |
| 4   | Ciocanul Târgu Mureș         | 26 | 14 | 6 | 6  | 49 | 29 | +20 | 34  |                                      |
| 5   | Lemnarul Târgu Mureș         | 26 | 11 | 5 | 10 | 38 | 38 | 0   | 27  |                                      |
| 6   | Apemin Borsec                | 26 | 11 | 4 | 11 | 36 | 42 | −6  | 26  |                                      |
| 7   | Oțelul Târgu Mureș           | 26 | 9  | 5 | 12 | 31 | 54 | −23 | 23  |                                      |
| 8   | Știința Târgu Mureș          | 26 | 7  | 8 | 11 | 23 | 35 | −12 | 22  |                                      |
| 9   | Voința Târnăveni             | 26 | 9  | 4 | 13 | 26 | 50 | −24 | 22  |                                      |
| 10  | Mureșul Luduș                | 26 | 9  | 3 | 14 | 43 | 57 | −14 | 21  |                                      |
| 11  | Mureșul Toplița              | 26 | 6  | 8 | 12 | 32 | 58 | −26 | 20  |                                      |
| 12  | Energia Fântânele            | 26 | 8  | 2 | 16 | 48 | 65 | −17 | 18  |                                      |
| 13  | Voința Târgu Mureș           | 26 | 6  | 6 | 14 | 31 | 42 | −11 | 18  |                                      |
| 14  | Gloria Târgu Mureș           | 26 | 5  | 4 | 17 | 25 | 71 | −46 | 14  |                                      |

### Regiunea Ploiești
| Loc | Echipa                  | MJ | V  | E | Î  | GM | GP | DG  | Pct | Calificare sau retrogradare          |
| --- | ----------------------- | -- | -- | - | -- | -- | -- | --- | --- | ------------------------------------ |
| 1   | Rafinăria Câmpina (Q)   | 26 | 18 | 4 | 4  | 57 | 25 | +32 | 40  | Calificare baraj promovare Divizia C |
| 2   | Rapid Plopeni           | 26 | 12 | 7 | 7  | 31 | 27 | +4  | 31  |                                      |
| 3   | Metalul Buzău           | 26 | 12 | 6 | 8  | 43 | 35 | +8  | 30  |                                      |
| 4   | Carpați Sinaia          | 26 | 11 | 6 | 9  | 57 | 28 | +29 | 28  |                                      |
| 5   | Victoria Florești       | 26 | 10 | 7 | 9  | 30 | 30 | 0   | 27  |                                      |
| 6   | Caraimanul Bușteni      | 26 | 10 | 5 | 11 | 47 | 42 | +5  | 25  |                                      |
| 7   | Bucegi Pucioasa         | 26 | 9  | 7 | 10 | 30 | 33 | −3  | 25  |                                      |
| 8   | Rafinăria Teleajen      | 26 | 9  | 6 | 11 | 33 | 39 | −6  | 24  |                                      |
| 9   | Cimentul Fieni          | 26 | 9  | 6 | 11 | 30 | 39 | −9  | 24  |                                      |
| 10  | Muncitorul Schela Mare  | 26 | 10 | 4 | 12 | 38 | 49 | −11 | 24  |                                      |
| 11  | Petrolul Berca          | 26 | 7  | 9 | 10 | 27 | 39 | −12 | 23  |                                      |
| 12  | Progresul Râmnicu Sărat | 26 | 10 | 3 | 13 | 31 | 49 | −18 | 23  |                                      |
| 13  | Victoria Moreni         | 26 | 8  | 6 | 12 | 34 | 28 | +6  | 22  |                                      |
| 14  | Feroemail Ploiești      | 26 | 6  | 6 | 14 | 21 | 46 | −25 | 18  |                                      |